# Sota Hirayama
Sota Hirayama (Prefectura de Fukuoka, Japó, 6 de juny de 1985) és un futbolista japonès.

## Selecció japonesa
Sota Hirayama va disputar 4 partits amb la selecció japonesa.